# 蘭迪·祖克柏
蘭迪·傑恩·祖克柏（英語：Randi Jayne Zuckerberg，1982年2月28日—）是一位美國商人。她是Facebook前市場開發總監和發言人，也是該公司聯合創辦人兼首席執行官馬克·祖克柏的姊姊。在加入Facebook之前，她曾是《福布斯財經》的專家小組成員。
截至2014年5月，她是Zuckerberg Media的創辦人兼首席執行官，數碼生活網站Dot Complicated的總編輯，以及動畫電視節目《Dot.》的創作者。這部動畫片講述了一個名叫Dot的小女孩，她利用科技來提升她的學習經驗和娛樂活動。

## 職業生涯
從哈佛大學畢業後，蘭迪·祖克柏在廣告公司奧美擔任了兩年的市場營銷工作。
2010年，她被《好萊塢報導》評為50位“數字權力玩家”之一。祖克伯格組織並擔任2008年ABC新聞和Facebook舉辦的美國民主黨和共和黨總統初選辯論的特派記者。
2011年8月，蘭迪從Facebook辭職，並宣布成立她的新社交媒體公司“Zuckerberg Media”。自創立Zuckerberg Media以來，蘭迪為BeachMint、克林頓全球倡議、太陽劇團、聯合國、康泰納仕和Bravo製作了節目和數字內容。

## 個人生活
蘭迪和她的丈夫布倫特·特沃雷茨基有兩個兒子。一家人居住在紐約市。
2011年，蘭迪倡導取消互聯網上的匿名性，以保護兒童和青少年免受網絡霸凌。她解釋說，匿名性為施暴者提供了保護。